# Sidamukti (Patimuan)
Sidamukti is een bestuurslaag in het regentschap Cilacap van de provincie Midden-Java, Indonesië. Sidamukti telt 7288 inwoners (volkstelling 2010).